# If I Never Knew You
«If I Never Knew You» es un sencillo de DisneyMania 4, realizado por The Cheetah Girls. Se estrenó oficialmente en Radio Disney el 1 de abril de 2006. Fue lanzado oficialmente para descarga digital el 4 de abril de 2006. La canción tiene un sonido pop y le fue originalmente presentado en Pocahantas de Walt Disney. 

## Video musical
El vídeo musical inicia con The Cheetah Girls llegando a un lugar (presumiblemente una escuela secundaria) en limusina blanca. Ellas salen de la limusina llevando vestidos blancos se puestos en venta. En el interior del partido las chicas se ven a bailar con los amigos y cantar en el escenario como el resto de la audiencia a lo largo de danzas. Se estrenó el 28 de marzo de 2006, relativa a Disney Channel.

## Lista de canciones
1. «If I Never Knew You»
2. Entrevista en Radio Disney

## Trivia
- The Cheetah Girls estrenaron este vídeo musical justo antes de ir a España para rodar su película The Cheetah Girls 2.
- La canción fue originalmente presentada por Jon Secada y Shanice.